# Wadway
Wadway (West-Fries: Wadwei of Wadwoi) is een dorp in West-Friesland. Het ligt deels in de gemeente Medemblik en deels in de gemeente Opmeer, in de Nederlandse provincie Noord-Holland. Het dorp heeft 420 inwoners (2004).
Wadway is gelegen tussen de dorpen Spanbroek en Wognum. De kern van het dorp is gelegen in de gemeente Opmeer. Hoewel het een eigen kern is, wordt het soms toch bij de grote plaatsen onderverdeeld. In die optiek wordt het gedeelte in de gemeente Opmeer bij het dorp Spanbroek gerekend en het gedeelte in de gemeente Medemblik bij het dorp Wognum. Tot 1 januari 2007 viel het gedeelte in de gemeente Medemblik onder de gemeente Wognum, die zelf toen is opgegaan in de fusiegemeente Medemblik.
De plaats is vrij oud, in de 11e eeuw wordt de plaats vermoedelijk al genoemd, als Wadweide. In een baljuwsrekening van 1311 komt het voor als Watwey. De plaatsnaam is een samenstelling van Wad, dat 'doorwaadbare plaats' betekent en weide. In de regio wordt daarnaast vaak een ander verhaal verteld over de naamstelling van het dorp; toen er in de 11e eeuw namen werden gegeven in de Noord-Hollandse kop bleef er één straat over, tussen Spanbroek en Opmeer, die geen officiële titel mocht genieten. Hierop gingen de inwoners naar het gemeentehuis en riepen "Wad way?!" (West-Fries voor; "Wat wij?!").
In de periode 1414-1426 vormde het dorp Wadway samen met Hauwert, Nibbixwoud en Wognum, de stede "Wognum". In 1426 werden privileges van deze plattelandsstad verbeurd verklaard en in 1436 werden de dorpen onder het rechtsgebied van Hoorn gebracht, dit duurde tot maart 1811 (met uitzondering van periode 1795-1804). Enige tijd was de ‘stede Wadway’ een zelfstandige plattelandsstad met hoge, middelbare en lage jurisdictie en administreerde de impost op trouwen en begraven zelf.

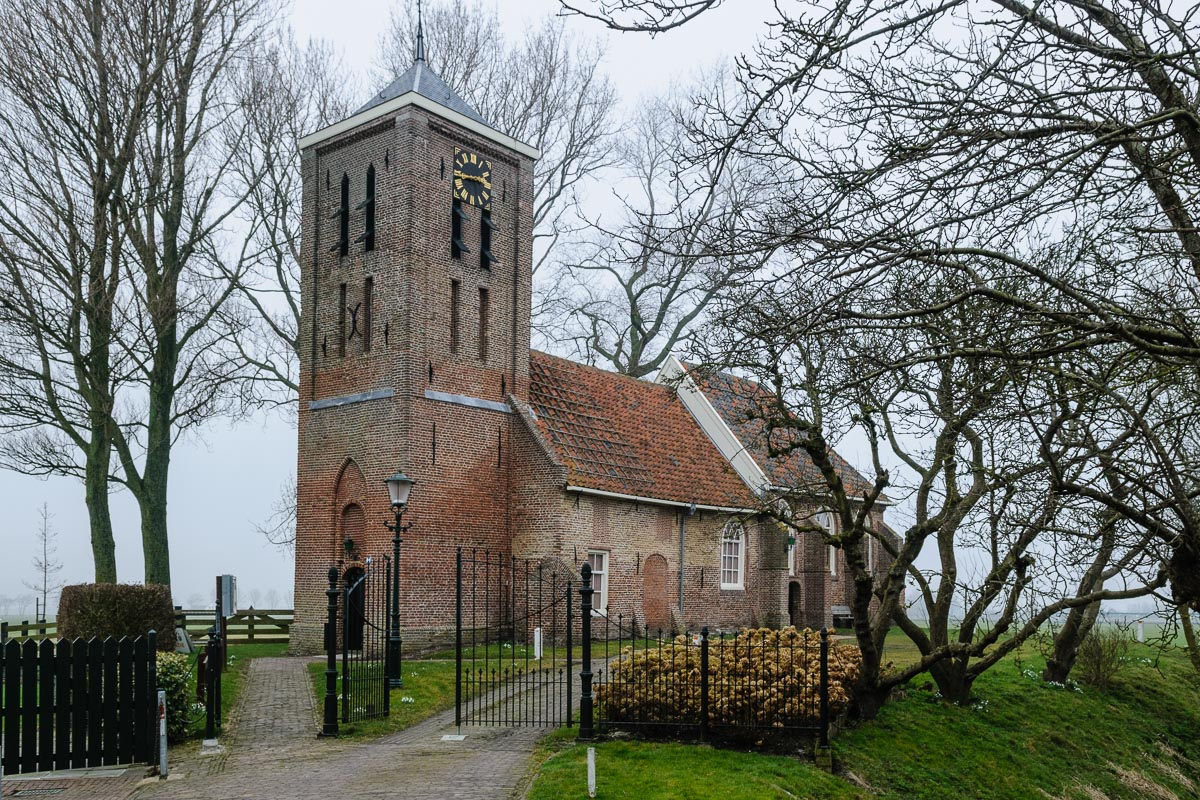
Theaterkerk Wadway

Wadway is landelijk bekend door Theaterkerk Wadway, een kerkgebouw waar een theater in is gevestigd. De kerk zelf, de Magdalena Kerk, dateert uit 1547. In de jaren vijftig van de twintigste eeuw viel de kerk in verval. Het werd een theaterkerk nadat de zolder van Harry van Scherpenberg uit Hoorn te klein werd om toneel te spelen voor het publiek dat dat toneel wilde zien en zocht naar een nieuwe ruimte. Voor de kerk werd de Stichting Wadway opgericht in 1966 die zowel de kerk moest restaureren als de kerk ideaal genoeg maken voor de theaterkunst. In september werd de kerk officieel geopend als theater. Al snel werd de theaterkerk berucht tot uiteindelijk populair en geliefd bij publiek en artiesten. Zo hield Neerlands Hoop in Bange Dagen rond 1970 hier zijn try-outs.
In het dorp wordt er verder ieder jaar in het derde weekend van juli een kermis met tractor-ringsteken gehouden en in september een autocross georganiseerd.